# Гідроциклон

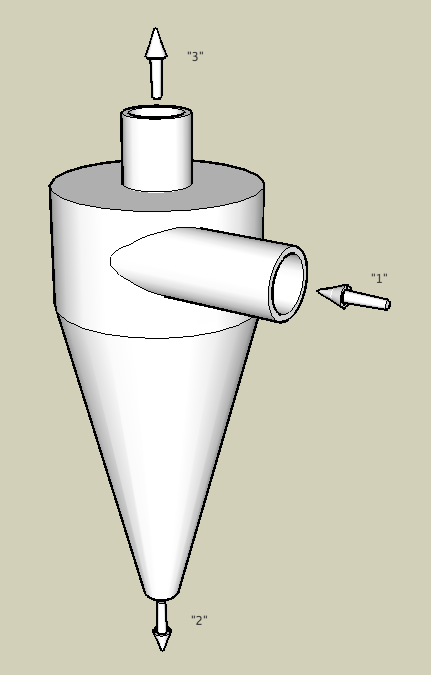
Принципова схема гідроциклонування: «1» — введення в апарат суспензії;
«2» — вихід твердої фази;
«3» — вихід проясненої рідини.

Гідроцикло́н (англ. hydrocyclon, hydraulic cyclone, нім. Hydrozyklon m, Wasserzyklon m) -
1) Апарат для розділення суспензій, емульсій, аерозолей у полі відцентрових сил.
2) Циліндроконічний апарат для розділення у відцентровому полі швидкостей у водному середовищі зерен мінералів, що відрізняються масою.

## Загальний опис
Гідроциклон складається з короткої циліндричної (верхньої) частини з патрубком для тангенціального введення пульпи (по дотичній до поверхні циліндра) і конічної (нижньої) частини з отвором біля вершини конуса для розвантаження пісків (грубозернистої, згущеної або важкої фракції пульпи). Кут конусності для класифікації і згущення 10–20°, прояснення — 10–20°, збагачення у важких суспензіях — 30–45°, збагачення у воді — 90–120°. Верхня частина циліндра закривається кришкою, в центрі якої встановлено зливний патрубок, що слугує для розвантаження тонкозернистої, розрідженої пульпи.
Футерування гідроциклонів карбідом кремнію сприяє збільшенню їхнього терміну служби в 5–10 разів.
Гідроциклони в порівнянні з механічними класифікаторами більше витрачають електроенергії, не можуть класифікувати більш крупний матеріал, мають менш тривалі міжремонтні періоди. Основні їхні переваги — низька вартість, більші питома продуктивність і ефективність, малі габаритні розміри. З цієї причини перевагу при виборі класифікаційного апарата віддають гідроциклонам.

## Різновиди циклонів
За призначенням розрізняють гідроциклони:
- класифікаційні — для розділення мінеральних зерен за їх крупністю, наприклад, на тонкозернистий та грубозернистий шлам;
- згущувальні — для одержання осаду з підвищеною концентрацією твердих частинок і зливу;
- збагачувальні — для розділення мінеральної маси на продукти за густиною. Гідроциклон застосовують у вугільній, гірничій та інших галузях промисловості.

Вперше гідроциклони використані в 1939 на вуглезбагачувальній фабриці в Нідерландах, в Україні — на поч. 50-х рр.
В залежності від тиску на вході розрізняють:
- напірні гідроциклони, надлишковий тиск — понад 100 кПа,
- низьконапірні — менше 100 кПа і
- вакуумні (сифонні) — тиск на вході менший від атмосферного.

В останніх початкове прискорення пульпи на вході до апарата досягається за рахунок розрідження, що створюється сифоном для примусового вивантаження зливного продукту. Вони встановлюються на всмоктувальній лінії помпа і попереджують потрапляння твердих абразивних частинок до його робочих органів.

### Класифікаційні гідроциклони
Класифікаційний гідроциклон являє собою циліндроконічний апарат (рис.). Живлення під тиском подається у верхню частину циліндра за допомогою тангенціально розташованої живильної насадки 3. Злив вивантажується через зливний патрубок 4 у циліндричній частині 1 гідроциклона, а піски — через піскову насадку 5, розташовану в конічній частині 2.
У результаті тангенціального введення вихідної пульпи в гідроциклон вона набуває інтенсивного обертального руху з частотою, що досягає декількох тисяч обертів на хвилину. У таких умовах всередині гідроциклона виникає відцентрова сила, що значно переважає силу ваги. При вихровому русі пульпи в гідроциклоні утворюються два обертових потоки — зовнішній, що переміщається уздовж стінок конуса вниз до піскової насадки 5, і внутрішній циліндричний, спрямований угору уздовж осі до зливного патрубка 4. Поблизу геометричної осі апарата відцентрова сила стає настільки великою, що відбувається розрив суцільності потоку і утворення повітряного стовпа діаметром до 0,7 від діаметра зливного патрубка.
Швидкість руху частинки в гідроциклоні можна описати як векторну суму тангенціальної Vt , радіальної Vr і осьової Vx складових. Тангенціальна швидкість пульпи збільшується зі зменшенням відстані від осі, тому в гідроциклоні спостерігається різке зростання відцентрової сили від стінок до осі. Осьова швидкість частинки в зовнішньому потоці спрямована вниз, а у внутрішньому — вгору. Положення частинки по радіусу гідроциклона визначає, куди вона буде винесена вертикальним потоком — у злив чи у піски. Відносно рідкої фази пульпи частинки рухаються одночасно в осьовому і радіальному напрямках відповідно до діючих на них сил, головними з яких є відцентрова і сила опору середовища. Незважаючи на те, що рух пульпи в гідроциклоні має турбулентний характер, обтікання більшості частинок має ламінарний характер, тому що відносні швидкості обтікання невеликі.

## Використання у схемах збагачення корисних копалин
Гідроциклони застосовуються для операцій класифікації за крупністю і знешламлювання продуктів подрібнення та дрібного вугілля. Вони використовуються також для згущення пульпи і збагачення.
В промисловості використовуються гідроциклони діаметром від 250 до 1400 мм. На збагачувальних фабриках використовують головним чином циліндроконічні гідроциклони малих типорозмірів з кутом конусності 10° і великі типорозміри з кутом конусності 20°. Гідроциклони малих діаметрів працюють з відносно високим тиском, великих діаметрів — з низьким тиском. Гідроциклони застосовуються для класифікації за крупністю і знешламлювання дрібних і тонких продуктів. Вони використовуються також для згущення пульпи і збагачення.
Залежно від призначення гідроциклони мають різний кут при вершині конічної частини корпуса (кут конусності): згущувальні — 10°; класифікаційні — 20°; важкосередовищні — 40–60°; збагачувальні (короткоконусні) — понад 90°.
Гідроциклони в порівнянні з механічними класифікаторами більше витрачають електроенергії, не можуть класифікувати більш крупний матеріал, мають менш тривалі міжремонтні періоди. Основні їхні переваги — низька вартість, більші питома продуктивність і ефективність, малі габаритні розміри. З цієї причини перевагу при виборі класифікаційного апарата віддають гідроциклонам.
Найбільш зношувані деталі гідроциклона — конічна частина корпуса, піскова насадка і вкладиш живильного патрубка. Знос деталей різко зростає при підвищенні напору на вході в гідроциклон. При ремонті гідроциклонів з литим корпусом замінюються зношені секції, а при ремонті гідроциклонів зварної конструкції замінюється футеровка. Періодичність ремонту гідроциклонів залежить від крупності і абразивності перероблюваного матеріалу.
Футерування гідроциклонів карбідом кремнію сприяє збільшенню їхнього терміну служби в 5–10 разів.
При виборі гідроциклона його типорозмір визначають, виходячи з необхідної продуктивності по живленню, з урахуванням крупності одержуваного зливу.

## Використання в схемах очищення бурового розчину
Гідроциклони в схемах очищення бурового розчину поділяють на піско- і муловідділювачі.
Пісковідділювачі — це батарея гідроциклонів діаметром 150 мм і більше, які об’єднані єдиним напірним і зливним маніфольдами.
Муловідділювачами називають аналогічні пристрої, які складені гідроциклонами діаметром 100 мм і менше. Число гідроциклонів у батареях піско- і муловідділювача різне.
Ефективність очищення промивальних рідин за допомогою гідроциклонів збільшується з підвищенням тиску на їх вході. Оптимальна величина тиску для пісковідділювачів дорівнює 0,25 МПа, а для муловідділювачів — 0,32 МПа. Такі умови досягаються при тиску у нагнітальній лінії насоса 0,3÷0,4 МПа.
Основним методом регулювання роботи гідроциклона в умовах бурової є зміна розмірів отвору піскової насадки. Із зростанням швидкості буріння отвір насадки необхідно збільшувати. Проте, якщо він буде більшим від оптимального, то ефективність очищення падає і втрати промивальної рідини зростають. У більшості випадків, діаметр отвору піскової насадки коливається у межах 18÷25 мм.
Основними критеріями ефективної роботи гідроциклонів в схемах очищення бурового розчину є:
- густина пульпи, яка повинна бути на 200÷500 кг/м³ більша за густину  очищеної промивальної рідини;
- втрати промивальної рідини з шламом не повинні перевищувати 1÷5 % від об’єму прокачуваної рідини;
- пульпа, яка виходить з піскової насадки, повинна мати форму “парасольки”, а не шнура.

## Фактори, що впливають на роботу гідроциклонів
На показники роботи гідроциклонів впливають конструктивні і технологічні фактори. До конструктивних факторів належать: форма і геометричні розміри гідроциклона, піскової насадки, живильного і зливного патрубків, спосіб установки гідроциклона; до технологічних факторів — тиск на вході і властивості оброблюваної пульпи (вміст твердого, його гранулометричний і речовинний склади). Зупинимося на цих факторах більш докладно.
Конструктивні фактори
- Діаметр D (м) гідроциклона визначає його продуктивність по твердому. Вибираючи гідроциклон, варто прагнути до установки мінімального числа апаратів, що забезпечують необхідну крупність частинок зливу. Зі збільшенням діаметра гідроциклона збільшується крупність зливу, тому тонкі зливи одержують в апаратах малих розмірів.
- Розмір і форма живильного патрубка dЖ мало впливають на якісні показники роботи гідроциклона, у той же час продуктивність гідроциклона прямо пропорційна розміру живильного патрубка. Форма отвору живильного патрубка як правило виконується прямокутною (щілинною).
- Діаметр зливного патрубка dЗЛ впливає на всі показники роботи гідроциклона. Збільшення діаметра зливного патрубка викликає пропорційне збільшення продуктивності і приводить до одержання більш грубих зливів у зв'язку зі скороченням часу перебування матеріалу в апараті. Діаметр зливного патрубка приймається залежно від діаметра гідроциклона і на 20–25 % більше діаметра піскової насадки.
- Діаметр піскової насадки dП практично не впливає на продуктивність, однак впливає на якісні показники роботи гідроциклона. Зі зменшенням розміру піскової насадки збільшується вихід зливу і його крупність, збільшується вміст твердого в пісках і зменшується їхній вихід. Розмір піскової насадки вибирають залежно від діаметра гідроциклона і діаметра зливного патрубка.
- Нормована питома продуктивність вибраного гідроциклона повинна складати 5∙103 — 2,5∙104 т/год∙м². Якщо питома продуктивність не входить у зазначений інтервал, треба прийняти інший розмір насадки і перевірити номінальну крупність зливу при новому діаметрі насадки dП .
- Розвантажувальне відношення dП/dЗЛ , тобто відношення діаметра піскової насадки до діаметра зливного патрубка є основним чинником, що визначає показники роботи гідроциклона. Зі збільшенням розвантажувального відношення збільшується вихід пісків, знижується їх крупність і вміст твердого, відповідно до цього змінюється характеристика зливу. Ефективність класифікації досягає максимуму при оптимальному розвантажувальному відношенні, що складає 0,3–0,5. Якщо зміна розвантажувального відношення досягається за рахунок зміни діаметра піскової насадки, то при постійному тиску на вході продуктивність гідроциклона змінюється мало, якщо ж за рахунок діаметра зливного патрубка, то продуктивність змінюється прямо пропорційно цьому діаметру.
- Кут конусності α визначає об'єм гідроциклона і час перебування в ньому матеріалу. Зі збільшенням кута конусності збільшується крупність класифікації, зменшуються вихід пісків і об'ємна продуктивність.
- Спосіб установки гідроциклона залежить від його розміру і тиску на вході. На роботу гідроциклонів великих розмірів при невеликих тисках на вході може істотно впливати гравітаційне поле. У цьому випадку рекомендується встановлювати гідроциклони в похилому або горизонтальному положенні. У похилому положенні встановлюють також важкосередовищні гідроциклони.

Технологічні фактори
- тиск р0 на вході в гідроциклон для одержання задовільних результатів розділення повинен бути постійним і досить високим. При заданій об'ємній продуктивності він визначається головним чином розмірами зливного dЗЛ і живильного dЖ отворів. Підвищення тиску сприяє зменшенню граничної крупності розділення і одержанню більш дрібних зливів. При одержанні грубих зливів допускається робота гідроциклона з тисками 0,05 МПа, при одержанні тонких зливів — не менше 0,2 МПа;
- вміст твердого у вихідній пульпі β впливає на крупність і розрідженість продуктів розділення. Одержання тонких зливів можливе лише при досить низьких вмістах твердого у вихідній пульпі. У протилежному випадку крупність зливу зростає внаслідок збільшення в'язкості і густини пульпи в гідроциклоні. Крім того, підвищення вмісту твердого в пульпі спричиняє збільшення навантаження на піскову насадку, яка може не забезпечити вивантаження пісків, що приведе до порушення процесу розділення;
- гранулометричний склад вихідного матеріалу впливає на якісні показники процесу розділення. При розділенні грубозернистих шламів злив більш крупний, а піски більш густі, ніж при роботі за тих же умов, але на більш дрібних матеріалах. Результати класифікації погіршуються при збільшенні вмісту у вихідному матеріалі класів, близьких до граничної крупності розділення. При виборі гідроциклона його типорозмір визначають, виходячи з необхідної продуктивності по живленню, з урахуванням крупності одержуваного зливу.